# René Bousquet
René Bousquet (Montauban, 11 maggio 1909 – Parigi, 8 giugno 1993) è stato un prefetto francese.

## Biografia
Laureato in legge a Tolosa, la carriera di René Bousquet fu favorita dai suoi legami con alcune grosse personalità politiche di area radical-socialista della Terza Repubblica. A vent'anni era capo di gabinetto del prefetto del Tarn e Garonna, e in occasione di un'inondazione si gettò egli stesso nell'acqua per salvare delle persone. Per ricompensa fu insignito della Legion d'onore. A 26 anni fu nominato viceprefetto. Fece anche parte di alcuni gabinetti ministeriali.
Dopo la presa di potere del maresciallo Philippe Pétain fu promosso prefetto. I suoi legami con Pierre Laval, tornato presidente del consiglio nell'aprile 1942, gli valsero la nomina a segretario generale della polizia (in pratica il capo della polizia, ma con il rango di ministro). In tale veste collaborò in prima persona con l'occupante nazista. Fu responsabile dell'organizzazione del rastrellamento del Velodromo d'Inverno e coadiuvò i tedeschi durante il rastrellamento di Marsiglia, nell'ambito di una politica di sostegno supino e incondizionato alle politiche antisemite del III Reich.

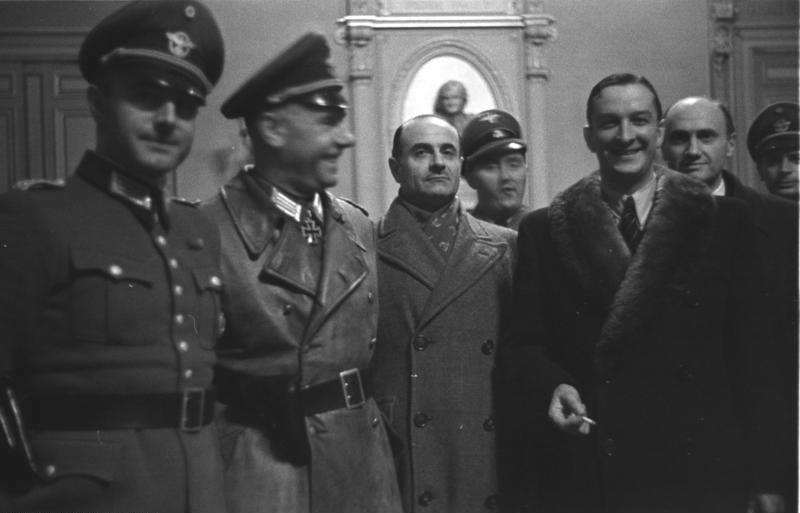
23 gennaio 1943, incontro franco-tedesco durante il grande rastrellamento al Municipio di Marsiglia; Antoine Lemoine (prefetto regionale), Rolf Mühler (comandante della polizia statale di Marsiglia), René Bousquet (segretario generale della polizia di Vichy), Pierre Barraud (Sindaco di Marsiglia)

Negli ultimi mesi dell'Occupazione cadde in disgrazia con i nazisti e rischiò pure di essere arrestato. In effetti nella consapevolezza che il regime di Vichy era ormai agli sgoccioli Bousquet si era avvicinato ad alcuni elementi della Resistenza. Dopo la Liberazione fu incarcerato per tre anni, e nel 1949 fu condannato dall'Alta corte di giustizia a cinque anni di indegnità nazionale. Ma con la stessa sentenza fu esentato dagli effetti pratici della condanna, giacché fu presa in considerazione la sua attività parallela in favore della Resistenza. Allontanato dalla pubblica amministrazione, divenne un fortunato uomo d'affari. Nel 1958 grazie a un'amnistia riuscì a far cancellare la precedente condanna, e il Consiglio di Stato gli restituì la Legion d'onore dalla quale era stato espulso nel 1949. Nel 1965 si candidò all'Assemblea nazionale nelle liste della formazione di sinistra moderata capeggiata da François Mitterrand, ma non fu eletto. In seguito, e almeno fino al 1986, continuò a frequentare Mitterrand il quale, in un'intervista televisiva del 1995, dichiarò di essere stato a lungo completamente all'oscuro del coinvolgimento di Bousquet nei rastrellamenti degli ebrei.
Nel 1989, dopo le rivelazioni sulla sue attività durante l'Occupazione nazista, Bousquet fu chiamato in causa da tre gruppi di familiari delle vittime per crimini contro l'umanità. E siccome questa categoria non rientrava nell'ambito dell'amnistia del 1959, nel 1991 fu inquisito per la retata del Vel d'Hiv del 1942 (atto da cui dipese la deportazione e l'assassinio di migliaia di ebrei - compresi bambini - nei campi di sterminio nazisti tedeschi nell'Europa dell'Est).
Bousquet fu assassinato nel 1993 da uno squilibrato, Christian Didier, poco prima della conclusione dell'inchiesta giudiziaria.